# Evelyn Frechette

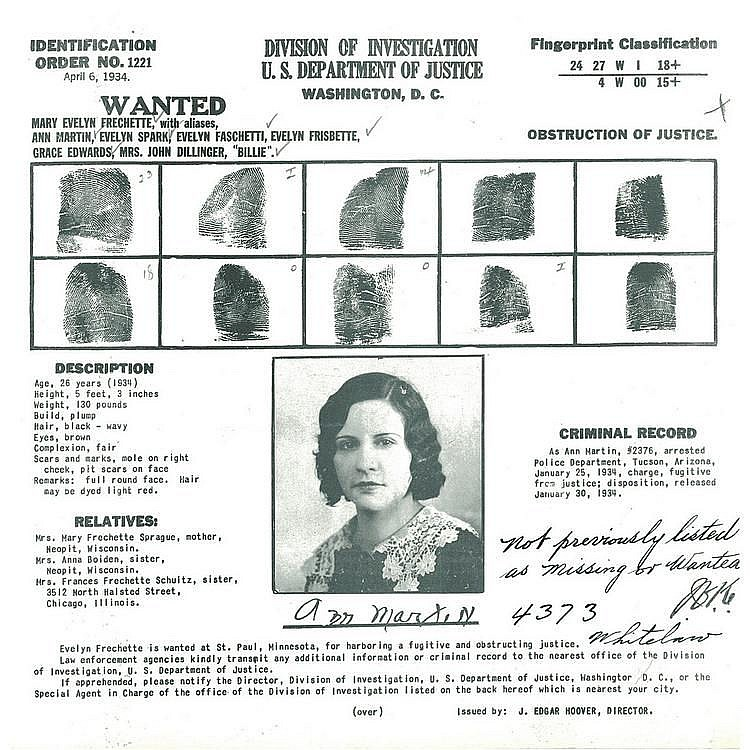
FBI-Fahndungsanordnung für Evelyn Frechette (1934)

Mary Evelyn „Billie“ Frechette (* 15. September 1907 in Neopit, Wisconsin, Vereinigte Staaten; † 13. Januar 1969 in Shawano, Wisconsin) war eine US-amerikanische Sängerin und Kellnerin, die durch ihre persönliche Beziehung zu John Dillinger in den frühen 1930er Jahren bekannt wurde.
Ihre Beziehung zu Dillinger dauerte etwa sechs Monate bis zu ihrer Verhaftung und Inhaftierung im Jahr 1934. Laut anderen Quellen begann ihre Beziehung zu Dillinger bereits zu einem früheren Zeitpunkt. Ihre zweijährige Gefängnisstrafe endete 1936. Im Anschluss tourte sie mit der Familie von Dillinger als „Crime Does Not Pay Show“ für fünf Jahre durch das Land.

## Leben
Frechette wurde in der Menominee Indian Reservation geboren. Sie beschrieb die Herkunft ihrer Mutter (geb. Mary Labell) als „halb französisch und halb Indianer“ und ihren Vater als einfachen Franzosen. Ihr Urgroßvater väterlicherseits war Moses Frechette Sr., ein Pelzhändler aus Québec, der 1850 in die USA zog, in Brown Township, Michigan eingebürgert wurde und in Menominee lebte. Seine erste Frau war ihre Urgroßmutter, ihre Eltern hießen Mawsawquot und Poway. Der Erste von acht Generationen der nordamerikanischen Frechettes war Guillaume, er kam aus Frankreich nach Quebec City zwischen 1655 und 1680.
Die Eltern von Moses Frechette Sr. waren Charles und Ursule (Girouard) Frechette. Moses wurde in Quebec am 10. Dezember 1824 geboren. Er heiratete Marie Leclair Nokishiki, und sie hatten 12 Kinder. Moses Frechette Jr. und zwei seiner Geschwister lebten weiterhin in der Menominee Reservation, er war der Vater von Evelyn Frechette.
Ihr Vater starb, als sie acht Jahre alt war.
1925 heiratete sie Welton Sparks, der wegen eines Postraubes verurteilt wurde und im selben Jahr eine Gefängnisstrafe verbüßte.

## Verstrickung mit John Dillinger
Frechette wurde am 9. April 1934 von einem Team des FBI, geführt von Melvin Purvis, verhaftet. Ihre Verhaftung wurde von Dillinger und einem Begleiter beobachtet. Die Anklage warf ihr die Beherbergung des Verbrechers Dillinger in ihrer Wohnung in Saint Paul vor. Sie wurde zu zwei Jahren in einem Bundesgefängnis und zusätzlich zu einer Geldstrafe von 2000 $ verurteilt.

## Späteres Leben
Frechette kehrte zurück nach Menominee, wo sie noch zweimal heiratete. Sie starb 1969 an Krebs.